# Stekelige stuifzwam
De stekelige stuifzwam (Lycoperdon echinatum) is een schimmel behorend tot de familie Lycoperdaceae. Het is een stuifzwam, die vanaf juli te zien is in loofbossen en dan vooral in beukenbossen op kalkhoudende bodem. De stekelige stuifzwam staat op de Nederlandse Rode lijst als gevoelig.

## Kenmerken

### Uiterlijke kenmerken
De vruchtlichamen van de stekelige stuifzwam zijn 2 tot 4 cm breed en 2 tot 3,5 cm lang en zijn ongeveer bolvormig of peervormig. Het buitenoppervlak is vol met stekels die tot 0,6 cm lang kunnen zijn. Volgens Curtis Gates Lloyd hebben Amerikaanse exemplaren dunnere stekels dan Europese exemplaren. De kleur is aanvankelijk wit en donkerbruin in volwassenheid, zijn de stekels vaak aan de uiteinden samengevoegd in groepen van drie of vier. In deze vorm lijken de stuifzwammen op eikels, waarmee ze gemakkelijk kunnen worden verward. De stekels vervellen naarmate ze ouder worden, waardoor een enigszins netachtig of netvormig oppervlak zichtbaar wordt. Het vruchtlichaam heeft een kleine basis die een gebroken witte of paarsgrijze kleur heeft, en kan aan het groeioppervlak zijn bevestigd door dunne witte koorden (rhizomorphs). De interne inhoud van de stuifzwam bevat de gleba, een sporenmasse en bijbehorende sporenproducerende cellen. Bij jonge exemplaren is de gleba wit en stevig, maar naarmate de stuifzwam ouder wordt, wordt hij geelachtig en vervolgens bruin tot paarsbruin en poederachtig. Volwassen exemplaren ontwikkelen een porie aan de bovenkant van het vruchtlichaam waardoor sporen vrijkomen wanneer ze worden geraakt door vallende regendruppels.
Net als de meeste andere stuifzwammen, is L. echinatum eetbaar als hij nog jong is en terwijl de gleba nog wit en stevig is. Consumptie van oudere exemplaren met een niet-witte gleba, of wanneer de gleba in een poederachtige sporenmassa is veranderd, kan maagklachten veroorzaken. Deze soort heeft een milde smaak en geen waarneembare geur.

### Microscopische kenmerken
De sporen van L. echinatum zijn ongeveer bolvormig met wratten op het oppervlak, hebben een diameter tussen 4 en 6 µm. De capillitia (grof dikwandige hyfen in de gleba) zijn elastisch, bruin van kleur, bevatten kleine poriën en zijn 5 tot 8 µm dik. De basidia (de sporendragende cellen) kunnen aan twee tot vier sporen zijn bevestigd, en de sterigmata (taps toelopende ruggengraatachtige uitsteeksels van de basidia die de sporen hechten) zijn tot 5 µm lang.

## Habitat en ecologie
Lycoperdon echinatum kan solitair of in kleine groepen voorkomen. Het groeit meestal op de grond in loofbossen en grasvelden, open plekken en weiden, op mos, humus of houtachtig puin. Er is opgemerkt dat de schimmel een voorkeur heeft voor beukenbossen. Vruchtlichamen kunnen op elk moment verschijnen, van de late lente tot de herfst. Oudere exemplaren worden eerder over het hoofd gezien, omdat hun bruine kleur opgaat in de omringende omgeving van dode bladeren en dood hout. De stuifzwam wordt door verschillende soorten vliegen (familie Phoridae) gebruikt als voedsel voor larven.
Een onderzoek naar de verspreiding van de soort in Zweden meldde dat het in de jaren 40 en 50 groeide in beukenbossen met breedbladige grassen en kruiden in de bovengrond met een pH-waarde van de bodem tussen 5,0 en 6,6, maar de populaties zijn sindsdien afgenomen als gevolg van bodemverzuring. gedurende de laatste decennia. Vruchtlichamen die zijn verzameld in de buurt van met arseen verontreinigde locaties, is aangetoond dat ze arseen bioaccumuleren, grotendeels in de vorm van arsenobetaïne.

## Verspreiding
Deze soort is waargenomen in Oost-Centraal-Afrika, China, Costa Rica, Iran, Japan, en Europa (inclusief Groot-Brittannië, Bulgarije, de Tsjechische Republiek, Finland, Duitsland, Italië, Slowakije, Spanje, Zweden en Zwitserland. Het wordt beschouwd als een bedreigde soort in Finland. In Noord-Amerika is het "plaatselijk frequent" ten oosten van de Rocky Mountains.
In Nederland komt hij vrij zeldzaam voor. Hij staat op de rode lijst in de categorie 'Gevoelig'.